# Sigo de Mesmont
 Sigo de Mesmont, dit saint Seine, est le fils du comte de Mesmont. Attiré par la vie spirituelle, il devint religieux à l'abbaye Saint-Jean-de-Réome et se retira sur des terres de sa famille pour y fonder l'abbaye Sainte-Marie de Cestres en 534.

## Biographie
D'après la légende c'est en traversant le bois familial de Cestres, juché sur sa mule, qu'il tomba sur quelques marauds bien décidés à lui faire subir un triste sort. Se voyant perdu, il implora Dieu pour qu'il lui porte secours. Exaucé dans ses prières le saint homme vit les coquins se convertir et l'aider à construire son premier ermitage sous le vocable de la Vierge Marie.
Après sa mort en 581, son nom a été transformé en Soigne, puis Seigne avant de devenir saint Seine par référence aux sources proches de la Seine. Car d'après la légende, c'est le genou de sa mule qui se baissant pour qu'il puisse descendre sans fatigue, s'imprima fortement dans le sol et fit jaillir une source qu'on nomma aussitôt de son nom  Sigo  puis  Seigne.
Sa vie fut représentée sous la forme d'une fresque de deux rangées de 21 tableaux peints sur le mur le mur de clôture Nord de l'église abbatiale en 1504. Très endommangées pendant La Révolution, elles furents restaurées ; elles ont été classées aux monuments historiques en 1908.

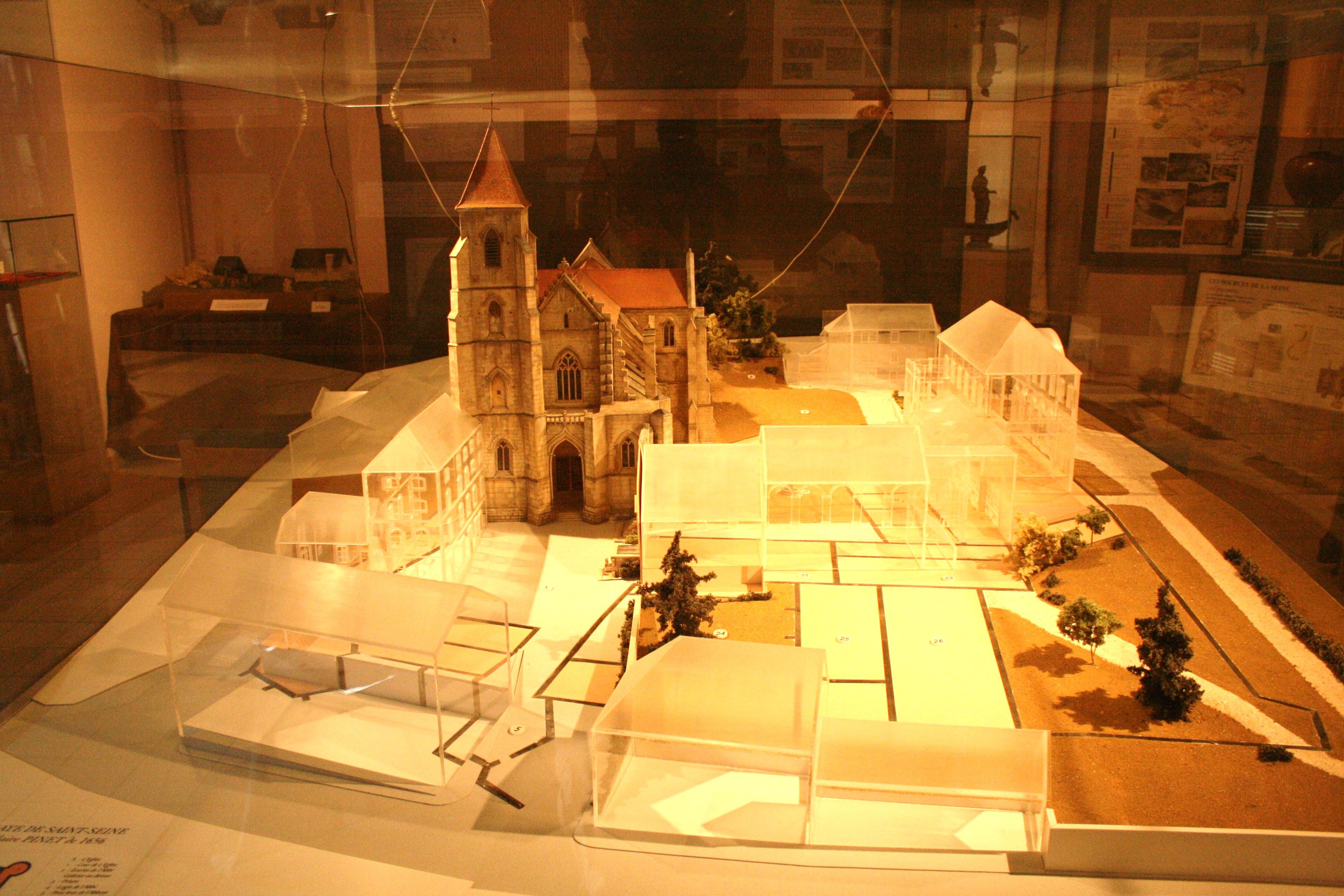
Maquette de l'abbaye
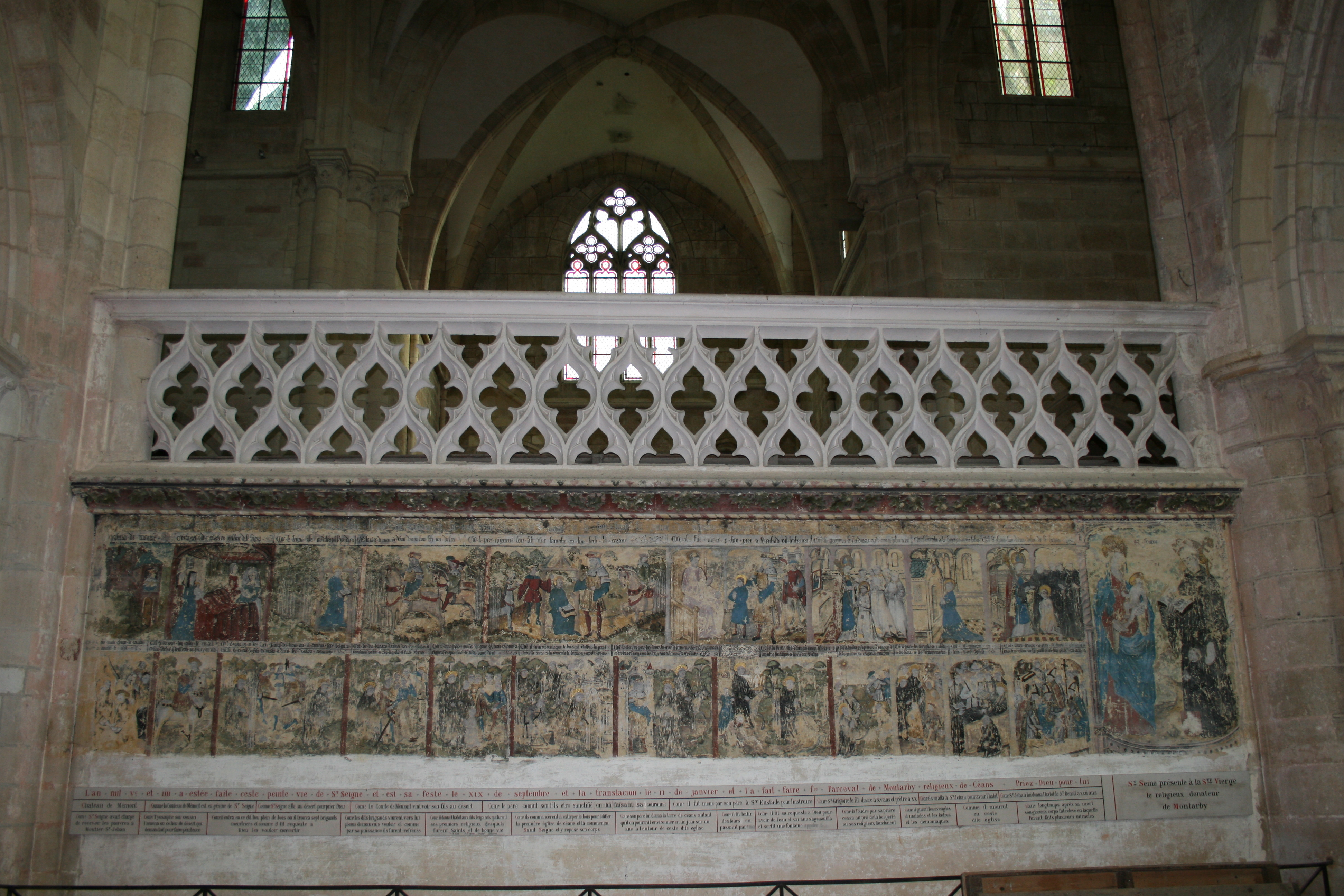
Fresques de 1504, retraçant la vie de Saint Seine

## Armoiries de son abbaye
| Blason de l'Abbaye de Saint-Seine | Les armes de l'abbaye de Saint-Seine se blasonnent ainsi : D'azur au dextrochère de carnation, habillé d'une manche large d'argent, tenant une crosse contournée d'or posée en pal. Il s'agit des armoiries de l'abbaye. La crosse tournée vers la droite indique la dépendance vis-à-vis de l'évêché. |